# Національна академія наук вищої освіти України
Національна академія наук вищої освіти України — неурядова громадська організація, яка об'єднує науковців як державних, так і недержавних закладів вищої освіти України з метою сприяння вирішенню актуальних науково-практичних проблем у системі освіти і науки, удосконалення освітнього процесу, координації зусиль організацій, установ та громадян, зацікавлених у розвитку освіти і науки в Україні.

## Історія створення
ВГО «Академія наук вищої освіти України» (АН ВО України) організаційно оформилася й була зареєстрована міністерством юстиції України 3 травня 2007 року (свідоцтво № 2676).
Засновниками АН ВО України виступили: доктор філологічних наук, професор, академік Академії наук вищої школи України М. І. Дубина; доктор медичних наук, професор, академік Академії наук вищої школи України С. І. Табачніков; доктор ветеринарних наук, професор, академік Академії наук вищої школи України В. П. Литвин.
14 лютого 2019 року Всеукраїнську громадську організацію «Академія наук вищої освіти України» було перейменовано на громадську організацію «Національна академія наук вищої освіти України».

## Президенти Академії
- Дубина Микола Іванович (з 21.05.2007 по 13.01.2017).
- Табачніков Станіслав Ісакович (з 25.11.2017).

## Академіки та члени-кореспонденти НАН ВО України
- Андрейчин Михайло Антонович.
- Божук Богдан Степанович.
- Грабар Іван Григорович.
- Грищук Віктор Климович.
- Коваль Роман Миколайович.
- Короленко Володимир Васильович.
- Кузьмін Олег Євгенович.
- Литвин Володимир Петрович.
- Масляк Петро Олексійович.
- Слонецький Борис Іванович.
- Філінюк Анатолій Григорович.